# Championnats du monde de skyrunning 2016
Navigation
2014 2018
Les championnats du monde de skyrunning 2016 constituent la troisième édition des championnats du monde de skyrunning, compétition internationale gérée par la Fédération internationale de skyrunning. Ils ont lieu les 22 juillet et 23 juillet 2016 dans le cadre du Buff Epic Trail à La Vall de Boí dans les Pyrénées espagnoles. 800 coureurs représentants 35 pays participent à cette édition. Au total 27 médailles sont distribuées sur trois épreuves.

## Faits marquants
En mai 2017, la Fédération internationale de skyrunning annonce que Christel Dewalle a été testée positive à l'heptaminol après les championnats. Christel et son manager avaient déjà été informés de ce résultat le 25 avril 2017 pour clarifier la situation. Reconnue coupable d'une violation d'une règle antidopage mais sans avoir commis de faute, elle reçoit une suspension de quatre mois mais voit son titre mondial lui être retiré. L'Espagnole Laura Orgué hérite du titre de championne du monde de kilomètre vertical. Christel Dewalle reconnaît avoir pris le médicament Ginko Fort pour soigner une phlébite mais sans avoir conscience qu'il contenait de l'heptaminol. Elle accepte son erreur en réfutant avoir voulu tricher,.

## Résultats

### SkyMarathon
Courue dans le cadre du Buff Epic Trail Marathon créé en 2015, l'épreuve de SkyMarathon représente un nouveau défi pour la majorité des concurrents. Le Japonais Ruy Ueda tente une échappée dès le début de course mais se voit doubler par l'Écossais Tom Owens au quinzième kilomètre. Parti prudemment, le Norvégien Stian Angermund-Vik hausse le rythme en milieu de course et rattrape peu à peu ses adversaires. Il lance son attaque dans la dernière montée et s'empare des commandes de la course. Il s'échappe en tête et file vers la victoire. Il s'impose en 3 h 56 min 47 s avec plus de cinq minutes d'avance sur Tom Owens. Semblant se diriger vers la troisième marche du podium, l'Espagnol Manuel Merillas se fait cependant doubler par son compatriote Ismail Razga.
La course féminine voit un petit groupe se disputer la tête en première partie. L'Italienne Elisa Desco fait face au trio espagnol composé de Maite Maiora, Paula Cabrerizo et Azara García. Cette dernière attaque dans la première montée mais Maite Maiora ne se laisse pas impressionner et reprend la tête. Paula Cabrerizo suit de près ses compatriotes mais doit jeter l'éponge après quinze kilomètres, laissant la troisième place à Elisa Desco. Azara García accélère en fin de course pour tenter de doubler sa compatriote mais elle ne parvient pas à combler les trente secondes d'écart qui les séparent et finit par lever le pied. Maite Maiora décroche le titre devant Azara García tandis qu'Elisa Desco complète le podium.
| Rang               | Athlète             | Temps           |
| ------------------ | ------------------- | --------------- |
| Médaille d'or      | Stian Angermund-Vik | 3 h 56 min 47 s |
| Médaille d'argent  | Tom Owens           | 4 h 01 min 59 s |
| Médaille de bronze | Ismail Razga        | 4 h 05 min 56 s |
| 4                  | Manuel Merillas     | 4 h 11 min 29 s |
| 5                  | Evgeny Markov       | 4 h 14 min 03 s |
| 6                  | Eugeni Gil Ocaña    | 4 h 15 min 06 s |
| 7                  | Pedro Hernandez     | 4 h 15 min 43 s |
| 8                  | Dai Matsumoto       | 4 h 16 min 55 s |
| 9                  | Miguel Caballero    | 4 h 17 min 07 s |
| 10                 | Beñat Marmissolle   | 4 h 17 min 37 s |

| Rang               | Athlète            | Temps           |
| ------------------ | ------------------ | --------------- |
| Médaille d'or      | Maite Maiora       | 4 h 42 min 15 s |
| Médaille d'argent  | Azara Garcia       | 4 h 44 min 04 s |
| Médaille de bronze | Elisa Desco        | 4 h 46 min 43 s |
| 4                  | Ida Nilsson        | 4 h 53 min 52 s |
| 5                  | Oihana Kortazar    | 4 h 57 min 36 s |
| 6                  | Michaela Mertová   | 5 h 02 min 35 s |
| 7                  | Ragna Debats       | 5 h 06 min 31 s |
| 8                  | Ekaterina Mityaeva | 5 h 08 min 03 s |
| 9                  | Silvia Rampazzo    | 5 h 12 min 36 s |
| 10                 | Katerina Matrasova | 5 h 16 min 49 s |

### Ultra SkyMarathon
Champion en titre, l'Espagnol Luis Alberto Hernando prend le départ du Buff Epic Trail 105K comme favori. Il s'installe en tête et creuse l'écart. Le Britannique Andy Symonds lance une première attaque pour rattraper l'Espagnol mais ce dernier s'échappe. Andy Symonds le rattrape à nouveau et les deux hommes se livrent à véritable jeu de course-poursuite mais Luis Alberto Hernando ne se laisse pas doubler et place une dernière accélération pour larguer définitivement son adversaire. L'Espagnol défend avec succès son titre en terminant une demi-heure devant le Britannique. L'Espagnol Javier Dominguez-Ledo effectue une solide course pour terminer sur la troisième marche du podium.
Gagnante entre autres de la Transgrancanaria, de l'Ultra Trail de l'île de Madère et du 80 km du Mont-Blanc plus tôt dans l'année, la Française Caroline Chaverot s'élance comme grande favorite de l'épreuve d'Ultra SkyMarathon. Elle assume son rôle en dominant irrésistiblement la course, pas inquiétée par ses rivales. L'une des autres favorites, l'Espagnole Núria Picas abandonne en début de course après une chute. Derrière la Française, l'Espagnole Eva Moreda s'installe solidement en deuxième place. La Britannique Jasmin Paris effectue une solide course et comble son retard sur Eva Moreda mais ne la rattrape pas et se contente du bronze. Eva Moreda se pare d'argent en terminant une heure et quart derrière la championne Caroline Chaverot.
| Rang               | Athlète               | Temps            |
| ------------------ | --------------------- | ---------------- |
| Médaille d'or      | Luis Alberto Hernando | 12 h 53 min 42 s |
| Médaille d'argent  | Andy Symonds          | 13 h 25 min 41 s |
| Médaille de bronze | Javier Dominguez-Ledo | 13 h 38 min 04 s |
| 4                  | Manuel Anguita Bayo   | 13 h 45 min 04 s |
| 5                  | Zdenek Kriz           | 14 h 00 min 00 s |
| 6                  | Yeray Duran Lopez     | 12 h 49 min 35 s |
| 7                  | Sebas Sanchez Saez    | 12 h 53 min 15 s |
| 8                  | Luis Fernandes        | 13 h 00 min 05 s |
| 9                  | Kim Collison          | 13 h 09 min 13 s |
| 10                 | Sam McCutcheon        | 13 h 29 min 45 s |

| Rang               | Athlète           | Temps            |
| ------------------ | ----------------- | ---------------- |
| Médaille d'or      | Caroline Chaverot | 13 h 13 min 00 s |
| Médaille d'argent  | Eva María Moreda  | 14 h 15 min 01 s |
| Médaille de bronze | Jasmin Paris      | 14 h 22 min 25 s |
| 4                  | Maud Gobert       | 14 h 50 min 52 s |
| 5                  | Fernanda Maciel   | 15 h 16 min 28 s |
| 6                  | Kristina Pattison | 15 h 38 min 06 s |
| 7                  | Hillary Allen     | 15 h 40 min 06 s |
| 8                  | Yukari Fukuda     | 15 h 54 min 24 s |
| 9                  | Gemma Arenas      | 16 h 12 min 12 s |
| 10                 | Zuzana Urbancova  | 16 h 32 min 39 s |

### Kilomètre vertical
Les coureurs découvrent un tout nouveau parcours de kilomètre vertical inauguré spécifiquement pour les championnats du monde. La course masculine est très ouverte avec de nombreux favoris présents. Avec des temps très proches et huit coureurs groupés en moins d'une minute, les pronostics sont très partagés. C'est finalement le Norvégien Stian Angermund-Vik qui fait la différence et s'adjuge la médaille d'or en 34 min 16 s, terminant 26 secondes devant le Colombien Saúl Antonio Padua. L'Italien Hannes Perkmann complète le podium avec deux secondes de retard sur Saúl Antonio Padua.
La grande favorite du kilomètre vertical, la Française Christel Dewalle doit faire face à la championne en titre Laura Orgué dont le niveau de forme est inconnu après être revenue de blessure. La Française confirme son statut de favorite en s'imposant en 39 min 25 s. L'Espagnole Laura Orgué démontre une excellente forme en décrochant la médaille d'argent une minute derrière Christel Dewalle. Elle devance sa compatriote Maite Maiora.
Christel Dewalle est par la suite disqualifiée pour dopage. Laura Orgué hérite du titre et ses compatriotes Maite Maiora et Paula Cabrerizo des médailles d'argent et de bronze respectivement.
| Rang               | Athlète             | Temps       |
| ------------------ | ------------------- | ----------- |
| Médaille d'or      | Stian Angermund-Vik | 34 min 16 s |
| Médaille d'argent  | Saúl Antonio Padua  | 34 min 42 s |
| Médaille de bronze | Hannes Perkmann     | 34 min 44 s |
| 4                  | Ferran Teixido      | 35 min 07 s |
| 5                  | François Gonon      | 35 min 14 s |
| 6                  | Martin Anthamatten  | 35 min 27 s |
| 7                  | Iñigo Lariz         | 35 min 40 s |
| 8                  | Jan Margarit        | 35 min 48 s |
| 9                  | Ondrej Fejfar       | 36 min 01 s |
| 10                 | Ruy Ueda            | 36 min 27 s |

| Rang               | Athlète            | Temps       |
| ------------------ | ------------------ | ----------- |
| DQ                 | Christel Dewalle   | 39 min 35 s |
| Médaille d'or      | Laura Orgué        | 40 min 39 s |
| Médaille d'argent  | Maite Maiora       | 41 min 59 s |
| Médaille de bronze | Paula Cabrerizo    | 42 min 42 s |
| 4                  | Vanesa Ortega      | 42 min 43 s |
| 5                  | Beatrice Deflorian | 43 min 42 s |
| 6                  | Victoria Kreuzer   | 43 min 55 s |
| 7                  | Maria Zorroza      | 44 min 18 s |
| 8                  | Eli Anne Dvergsdal | 44 min 19 s |
| 9                  | Àngela Castelló    | 44 min 27 s |
| 10                 | Therese Sjursen    | 44 min 57 s |

### Combiné
| Rang               | Athlète              |
| ------------------ | -------------------- |
| Médaille d'or      | Stian Angermund-Vik  |
| Médaille d'argent  | Ruy Ueda             |
| Médaille de bronze | Pedro José Hernández |

| Rang               | Athlète                         |
| ------------------ | ------------------------------- |
| Médaille d'or      | Maite Maiora                    |
| Médaille d'argent  | pas d'autre concurrente classée |
| Médaille de bronze | pas d'autre concurrente classée |

### Nations
| Rang               | Pays     | Vertical | Sky | Ultra | Total |
| ------------------ | -------- | -------- | --- | ----- | ----- |
| Médaille d'or      | Espagne  | 244      | 200 | 246   | 690   |
| Médaille d'argent  | Tchéquie | 134      | 240 | 286   | 660   |
| Médaille de bronze | Japon    | 198      | 270 | 152   | 620   |